# Eugène Goblet d'Alviella
Pour les articles homonymes, voir Goblet et Famille Goblet d'Alviella.
Eugène Félicien Albert Goblet d’Alviella, né le 10 août 1846 à Bruxelles et mort le 9 septembre 1925 à Ixelles, est un homme politique belge et professeur d'histoire des religions à l'Université libre de Bruxelles, membre du parti libéral. Il est le fils de Louis Goblet et le petit-fils du général Albert Goblet d'Alviella.

## Biographie

### Jeunesse et formation

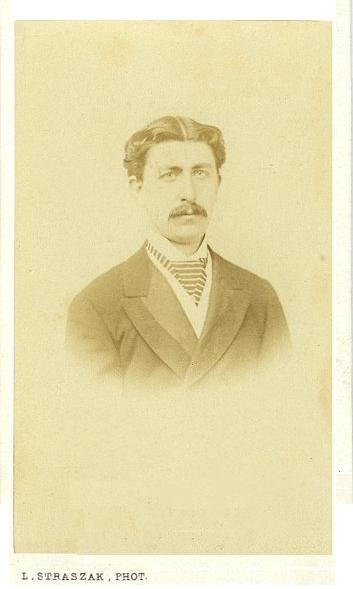
Eugène Goblet.

Eugène Goblet d'Alviella est le petit-fils du Général Albert Goblet, le fils de Louis Goblet et de son épouse, Caroline Anne Charlotte, comtesse d'Auxy de Neufviles et de Watou. Après des études secondaires à Bruxelles et au lycée Louis-le-Grand à Paris, d'Alviella fit des études universitaires à l'ULB de 1865 à 1870. Il est notamment docteur en droit, en philosophie et lettres et en sciences politiques. En 1875-1876, alors correspondant d'un journal bruxellois, il accompagne le Prince de Galles dans un voyage en Inde et profite de l'occasion pour confronter ses idées théoriques sur la religion à la réalité locale.

### Activité académique
De 1884 à 1914 il enseigne l'histoire des religions à l'Université libre de Bruxelles.
De 1896 à 1898 il est recteur de cette même université.
En 1919, il devient professeur honoraire et il est nommé membre permanent du conseil d'administration de l'ULB.
Il fut aussi président de la Société royale belge de géographie et publia un grand nombre d’ouvrages ayant pour thème le pacifisme, l’économie ou encore le symbolisme maçonnique (il est notamment à l'origine de nouveaux hauts grades maçonniques).
On lui doit surtout la création des cours d’histoire des religions à l’Université libre de Bruxelles. Son ouvrage La Migration des symboles le rendit célèbre dans ce domaine. En 1892 Il fut invité à faire des exposés à l'université d'Oxford dans le cadre des Hibbert Lectures. Son intérêt pour les religions du monde ne l'empêcha pas de détruire en 1919 la chapelle forestière de la Quenique, dite aussi Calvaire de la Quenique érigée sur un tumulus en 1804 par Joachim Liboutton. Il s'y trouvait un christ en bois sculpté et des statues de la Vierge et de Saint Jean, objets d'une piété intense dans les jours de fête, de calamité ou de deuil.
La même année il doit affronter l'affaire Dwelshauvers et la contestation liée à la présence d'Elisée Reclus au sein de l'ULB.
Il reçut le titre de docteur honoris causa des universités de Glasgow et d'Aberdeen.
Il siège près de 40 ans dans la classe des Lettres et des Sciences morales et politiques de l'Académie royale de Belgique, dont il devient président en 1897.

### Franc-maçonnerie
Il est initié en franc-maçonnerie en 1868, dans la loge Les Amis philanthropes à Bruxelles. Il en fut le vénérable maître de 1879 à 1882 et grand maître du Grand Orient de Belgique de 1884 à 1886 et Souverain Grand Commandeur du Suprême Conseil en 1900.
En 1894, après une querelle sur la création d'une « Université nouvelle », la loge des Amis philanthropes se scinde. Le 15 janvier 1895, d'Alviella est élu premier vénérable maître de la nouvelle loge « Les Amis philanthropes n° 2 », qui réunit les libéraux conservateurs, tandis que les libéraux progressistes gardent le nom de loge des Amis philanthropes.
Historiens des religions et des hauts grades maçonniques il est admis à ce titre, le 5 mars 1909 au sein de la loge de recherche Quatuor Coronati de la Grande Loge unie d'Angleterre, à Londres et reçoit en 1909, le prix Peeters-Baertsoen.

### Fin de vie
Il meurt à Bruxelles le 9 septembre 1925 à l'âge de 79 ans, renversé par une automobile avenue Louise. Sa dépouille mortelle fut d'abord incinérée au crématorium du père Lachaise à Paris et ses cendres inhumées dans la crypte du mausolée Goblet d'Alviella au cimetière stéphanois, œuvre de l'architecte Adolphe Samyn et dont Eugène Goblet est le concepteur. Le rite funéraire protestant libéral fut accompli le 15 septembre 1925, après son incinération, à sa maison mortuaire, l'Hôtel Goblet rue Faider 10 à Saint-Gilles-lez-Bruxelles. Cette maison est classée.

## Honneurs et distinctions
- Grand cordon de l'ordre de Léopold
- Grand officier de l'ordre de la Couronne d'Italie
- Officier de l'ordre de la Couronne
- Officier de la Légion d'honneur
- Ordre du Médjidié
- Médaille du Roi Albert
- Officier de l'Instruction Publique de France
- Doctorat en Droit Honorifique des Universités de Glasgow et Aberdeen
- Ministre d’État (Belgique)
- L'Académie royale de Belgique décerne le prix quinquennal Eugène Goblet d'Alviella, créé en 1926, au meilleur travail de caractère strictement scientifique et objectif relatif à l’histoire des religions.
- En 2011 la commune de Court-Saint-Étienne a donné son nom à la drève qui relie la rue Defalque au nouveau crematorium provincial.

## Carrière politique
Il fut député et sénateur.
- 1872 : élection au Conseil provincial du Brabant.
- 1878 : élection à la Chambre des représentants.
- Il entre au Sénat en 1892 ; il en est devenu vice-président en 1910.
- Il est nommé ministre d'État le 3 août 1914.

Figure de proue du Parti libéral, il s'est préoccupé de l'extension démocratique du droit de suffrage et du développement de l'instruction.

## Autres activités et réalisations
- Il conçut et fit édifier au centre du cimetière de Court-Saint-Étienne, de 1887 à 1889, le mausolée qui évoque les points communs des religions et porte son nom.
- Il étend le domaine du château par des échanges de parcelles, des aménagements du parc, de ses rivières et ses pièces d'eau.
- Il fit bâtir son hôtel particulier à Saint-Gilles-lez-Bruxelles en 1882 et y vécut un temps.

## Publications
- Croyances, rites et institutions Paris, 1911, 3 volumes.
- L'Établissement des Cobourg au Portugal. Étude sur les débuts de la monarchie, 1869
- Inde et Himalaya, souvenirs de voyage, Paris, 1877, rééd. 1880
- Partie perdue, Paris, 1877 (roman)
- L'Évolution religieuse contemporaine chez les Anglais, les Américains et les Hindous, 1884
- Introduction à l'histoire générale des religions, 1887
- L'Histoire religieuse du feu, 1887
- La Migration des symboles, Paris 1891
- The migration of symbols 1894
- De wereldreis der symbolen 1912
- Eleusina, de quelques problèmes relatifs aux mystères d'Éleusis, 1903
- Des origines du grade de maître dans la franc-maçonnerie, 1907
- Essai sur l'origine et l'histoire de la R.L. La Bonne Amitié à l'Or. de Namur (1909)
- La Grande Loge Provinciale Anglaise des Pays-Bas Autrichiens et son Grand-Maître le marquis de Gages (1912)
- Lectures on the origin and growth of the Conception of God as Illustrated by anthropology and history (1892),
- The Contemporary Evolution of Religious Thought in England (1885),
- L'idée de Dieu d'après l'anthropologie et l'histoire. Bruxelles Muquardt; 1892
- La loi des progrès dans les religions Revue de Belgique 1894,
- Ce que l'Inde doit à la Grèce: des influences classiques dans la civilisation de l'Inde. Paris Leroux 1897.
- L'évolution religieuse contemporaine chez les Anglais, les Américains et les Hindous. Paris, Baillière.1884.
- Des préjugés qui entravent l'étude scientifique des religions. Bruxelles, 1885
- Antiquités préhistoriques de Court-Saint-Étienne, Bruxelles, Hayez, 1897, 22p.
- Antiquités protohistoriques de Court-Saint-Étienne, Bruxelles, Hayez, 1908, 39p.
- Note sur un ouvrage en terre situé dans la vallée de l’Orne à Court-Saint-Étienne, dans Société royale d'archéologie de Bruxelles : Annales, 1891, t.V, fasc. 1, p.54-58.
- Petit guide pratique de Court-Saint-Étienne et de ses environs, Bruxelles, Vromant, 1891, in-16°, 36p
- Silex Néolithiques et paléolithiques de Court-Saint-Étienne, dans Bulletin de l’Académie royale de Belgique, 3e série, t.XXXIII, 1897 – Bulletin de la Société d’anthropologie de Bruxelles, t.XXII, pl.II – Annales de la Société d’archéologie de Bruxelles, t.XIV, p.289.
- Le Perron de Mont Saint Guibert d'après un manuscrit inédit (1921)[8].
- 1884-1909 : L’Université de Bruxelles pendant son troisième quart de siècle, Bruxelles : M. Weissenbruch, 1909. (lire en ligne sur LillOnum)

Coauteur
- Préface à : Jérôme Becker, La Vie en Afrique, Ed. Lebègue, Paris-Bruxelles, 2e édition : 1887. pp-7-13